# Klasyfikacja ABC

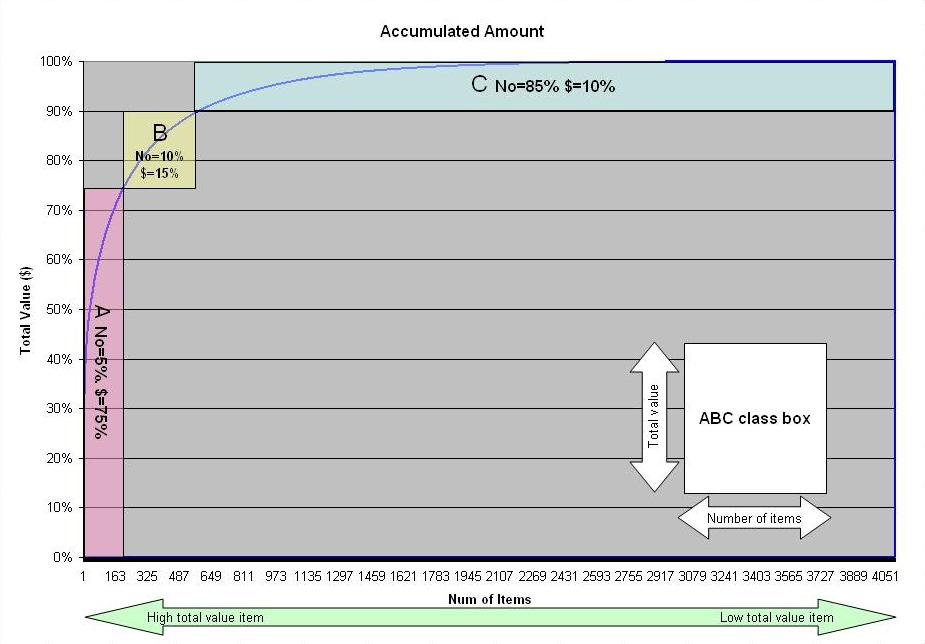
Klasyfikacja ABC

Klasyfikacja ABC (ang. ABC classification) jest klasyfikacją zasobów według malejącej wartości lub innych kryteriów (okresu przechowywania, długości czasu dostawy, podatności na kradzieże itp.). Dokonuje się podziału na trzy klasy: A, B i C. Klasa A obejmuje pozycje najdroższe wymagające szczególnej uwagi, do klasy B zaliczane są zasoby o mniejszej wartości, natomiast klasa C - to wszystkie pozostałe. Istotą klasyfikacji ABC jest, aby wysiłek zaoszczędzony przy kontroli i ewidencji zasobów grupy C, skierować na pozycje o większej ważności, czy też ważniejszych z punktu widzenia przydatności. Metoda ABC stosowana jest przy normowaniu i kontroli zapasów materiałowych, zaopatrzeniu materiałowym, sprzedaży i dystrybucji, itp.
Produkty kategorii A
- najbliższe miejsce w magazynie
- wysoka dbałość o procedury zakupu
- dokładna analiza cen i rynku
- wybór produktu spośród kilku ofert
- rozbudowana ewidencja raportowania i sprawozdania

Produkty kategorii B
- miejsce drugiego rzędu w magazynie
- mniejsza liczba ofert dotycząca wyboru produktu
- uproszczone metody sprawozdawcze

Produkty kategorii C
- najdalsze miejsce na magazynie
- uproszczone metody zamawiania, oceny ofert i kontroli zapasów

Analiza ABC ma swoje korzenie w prawie Vilfreda Pareta, które znane jest także jako reguła 80-20 lub zasada Pareta. Według tej zasady 20% przyczyn powoduje 80% skutków. 
Analiza ABC ma bardzo częste i szerokie zastosowanie w logistyce, w szczególności w obszarze związanym z gospodarką magazynową. Odnosząc analizę ABC (zwaną także zasadą ABC lub systemem ABC) do gospodarki magazynowej, należy dokonać podziału całego asortymentu na trzy grupy. Do grupy A zaliczać się będą towary, stanowiące 20% asortymentu, a generujące 80% sprzedaży. Towary z grupy B stanowiące 30% asortymentu generuje 15% sprzedaży. Natomiast grupa C jest reprezentowana przez pozostałe 50% asortymentu, ale przychody ze sprzedaży tych towarów stanowić będą jedynie 5%.
Przeprowadzenie klasyfikacji np. zapasów metodą ABC jest stosunkowo proste. Pierwszy etap polega na wyborze określonego kryterium podziału. Będzie to np. przychód ze sprzedaży. Następnie tworzy się zestawienie asortymentowe malejąco według tego właśnie kryterium. Dalej oblicza się faktyczne i skumulowane udziały w przychodach ze sprzedaży dla każdej pozycji. Mając dane uporządkowane w ten sposób, możemy przydzielić każdej pozycji asortymentowej grupę A,B lub C.
Po dokonaniu takiego podziału można wyodrębnić asortyment, któremu należałoby poświęcić więcej uwagi. Częstym błędem jest niedocenianie grup B i/lub C, koncentrując się na najbardziej dochodowej grupie towarów, jaką jest grupa A. Nie należy ignorować grup B i C. Wszystkie te grupy są w jakiś sposób ze sobą powiązane i nie należy żadnej z nich spychać na margines.
Analiza ABC bywa łączona z analizą XYZ.
Analizy ABC nie należy mylić z rachunkiem kosztów działań (ang. Activity-Based Costing) – metodą obliczania kosztów procesów biznesowych.